# 手をつないでかえろうよ〜シャングリラの向こうで〜
『手をつないでかえろうよ〜シャングリラの向こうで〜』（てをつないでかえろうよ〜シャングリラのむこうで〜）は、今井雅之による日本の戯曲。今井の原作・脚本・演出・主演により2009年に初演、2010年および2014年に再演された。
奈良橋陽子監督、川平慈英主演により映画化され、2016年5月28日に公開された。

## 概要
特攻隊員の姿を描いて1988年の初演以来国内外で繰り返し上演され度々映像化もされた今井の代表作『THE WINDS OF GOD』の「パート2」との位置づけで、2009年2月に執筆された。戦争のシーンが全く出てこない作品であることについて、「争い事を戦争であらわすのではなく、なぜ人間というのは、そうやって争いごとを起こすのだろう、というのを何とか上手い方法で描けないものだろうか、と思って、考えたのが、この『手をつないでかえろうよ』です」と語っている。「生と死」という重厚なテーマをモチーフに、自分探しの旅に出た主人公が旅先で出会った女性との会話を通じて中学生から49歳までの過去を回想しつつ、人生、宇宙、神や「自分とは」「生きることとは」などといった様々なテーマを問い続けてゆく、ロードムービーのような旅の物語である。
2009年秋に東京・名古屋・大阪の3都市にて初演され好評を博し、翌2010年に全国公演、さらに2014年に再演されている。

## あらすじ
軽度の知的障害を持つ真人は、中学校の特殊学級で同じ障害を持つ咲楽と出会い、不器用な愛情表現を交わしつつ成長して、やがて結婚する。しかし、真人は咲楽を守るために犯罪を犯してしまう。
真人は咲楽と約束していた新婚旅行に思いを馳せつつ1人車を運転して姫路から伊勢神宮へ自分探しの旅に向かう途中、ヒッチハイクしていた女性・麗子が車に乗り込んでくる。麗子に桜楽の面影を重ねつつ饒舌な麗子と車の中で交わす会話を通して、神とは、歴史とは、人間とは、といった疑問が投げかけられ、咲楽の残したなぞなぞ「エッチと銭の間にあるものってな〜んだ」の答えが次第に明らかとなる。やがて伊勢神宮に到着すると、麗子が車の中に置き忘れた箱の中から思いもよらないものを見つける。

## 登場人物
尊 真人
主人公。軽度の知的障害を持つ。
武内 麗子
真人が旅先で出会う女性。
咲楽
真人の幼なじみで、妻。
緒方 弁慶
ヤクザの親を持つ不良。
尊 義男
真人の父。
砂川 哲
緒方とコンビを組む不良。
武内 剛志
麗子の夫。
平岡 修二
新入りのヤクザ。
出典：

## 公演リスト

### 2009年
Nana Produce Vol. 2『手をつないでかえろうよ〜シャングリラの向こうで〜』として、2009年11月11日から11月23日まで、東京・名古屋・大阪の3都市にて上演。
- 原作・脚本・演出 - 今井雅之
- 出演 - 今井雅之、田崎那奈、秋山実希、重松隆志、豊島侑也、江藤聖矢

### 2010年
薩摩宝山PRESENTS『手をつないでかえろうよ〜シャングリラの向こうで〜』として、2010年9月1日から9月26日まで、東京・新宿SPACE107など全国11都市・全21公演にて上演。
- 原作・脚本・演出 - 今井雅之
- 出演 - 今井雅之、秋山実希、田崎那奈、重松隆志、及川いぞう、豊島侑也、江藤聖矢

### 2014年
リブマックスPresents『手をつないでかえろうよ〜シャングリラの向こうで〜』として、2014年3月19日から3月31日まで大分、神戸、大阪、東京の4都市にて上演。
- 原作・脚本・演出 - 今井雅之
- 出演 - 今井雅之、さとう珠緒、高橋明日香[注 1]、重松隆志、及川いぞう、松本勝、江藤聖矢

2014年10月27日から10月30日まで、東京、加古川、北九州の3都市にて上演。
- 原作・脚本・演出 - 今井雅之
- 出演 - 今井雅之、さとう珠緒、高橋明日香、重松隆志、土井よしお、松本勝、江藤聖矢

## 映画
2015年に他界した今井雅之による脚本を、主演の川平慈英、監督の奈良橋陽子ほか、今井にゆかりあるキャスト・スタッフによって映画化、今井の一周忌にあたる2016年5月28日に公開された。英題は『HOLD MY HAND』。
台本は2014年中に完成し当初は今井自身の主演が予定されていたが、今井の病状の悪化に伴って今井と親交の深かった川平が代役を務めることとなった。
公開に先立って、『島ぜんぶでおーきな祭 第8回沖縄国際映画祭』にて2016年4月23日に初上映された。
今井の三回忌にあたる2017年5月28日にDVDが発売された。
なお、『味いちもんめ』で今井と共演した中居正広が出演しているが、本作以降、2025年に芸能界を引退するまで映画出演は一切しておらず、中居が出演した最後の映画となっている。

### キャスト
- 尊真人 - 川平慈英
- 竹内麗子 - すみれ
- 咲楽 - 七海
- 平岡修一郎 - 岡安泰樹
- 吉良末吉 - 吉田敦
- 大男 - 勝矢
- 尊良枝 - LiLiCo
- バーのマダム - 藤田朋子
- 物部速人 - 別所哲也
- 蘇我皇慈 - 中居正広（友情出演）
- 尊義男 - 板尾創路

### スタッフ
- 企画・脚本 - 今井雅之
- 監督 - 奈良橋陽子
- 音楽 - Face 2 fAKE
- 主題歌 - JAY'ED「MY WAY」
- エグゼクティブプロデューサー - 奈良橋陽子、岡本昭彦
- プロデューサー - 野村祐人、片岡秀介
- アソシエイトプロデューサー - 清水春彦、栗原康行、北畠秀昭
- ラインプロデューサー - 結城貴史
- 撮影 - 今井裕二
- 制作 - ユナイテッド・パフォーマーズ・スタジオ/KURUWA.LLC
- 制作協力 - LiVEMAX
- 配給/宣伝 - KATSU-do
- 製作 - ユナイテッド・パフォーマーズ・スタジオ、吉本興業

### 関連商品

#### サウンドトラック
- Face 2 fAKE 『手をつないでかえろうよ〜シャングリラの向こうで〜 オリジナル サウンドトラック』（2016年5月28日配信、よしもとアール・アンド・シー）

#### DVD
- 【初回限定版】手をつないでかえろうよ〜シャングリラの向こうで〜（2017年5月28日、よしもとアール・アンド・シー、YRBN-91130）
- 手をつないでかえろうよ〜シャングリラの向こうで〜（2017年5月28日、よしもとアール・アンド・シー、YRBN-91131）